# José Manuel García Ponce
Pour les articles homonymes, voir José Manuel García et García.
José Manuel García Ponce, né le 1er décembre 1972 à Culiacán au Mexique, est un coureur cycliste mexicain. Il est actuellement directeur sportif de l'équipe Euskadi Basque Country-Murias.

## Biographie
En 2008, il remporte le  championnat du Mexique du contre-la-montre alors qu'il est membre de l'équipe américaine Toyota-United.

## Palmarès
- 1995
  - 2e du Tour de Beauce
- 2000
  - Prologue, 2e et 5e étape de la Vuelta a Chiriquí
- 2001
  - Prologue et 10e étapes de la Vuelta a Chiriquí
- 2008
  -  Champion du Mexique du contre-la-montre